# Cratera (vaso)

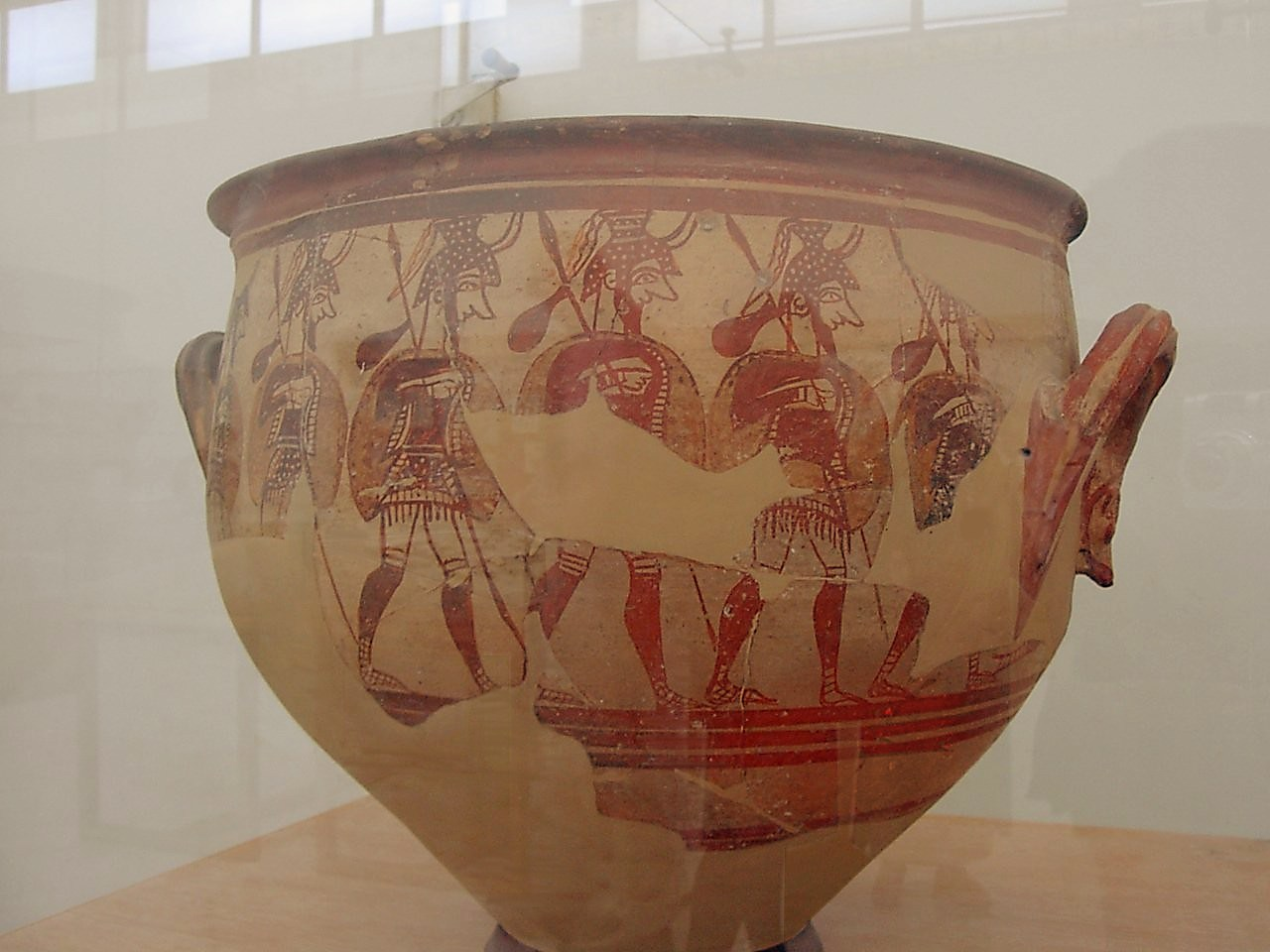
Cratera descoberta na acrópole de Micenas, representando guerreiros armados (1200-1100 a.C., Museu Arqueológico Nacional, Atenas)

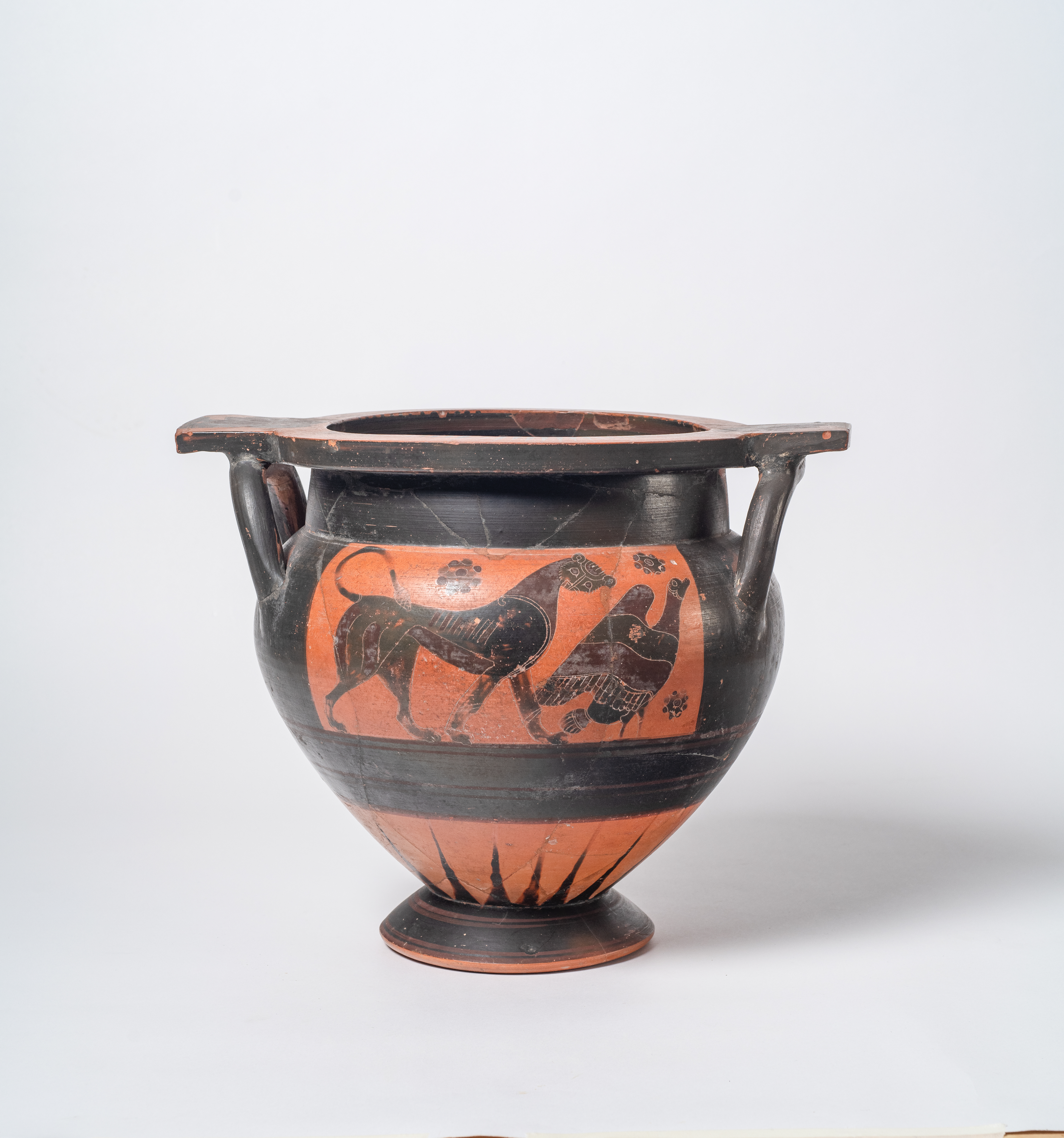
Cratera grega. Casa Museu Eva Klabin.

Uma cratera era um vaso usado para misturar vinho e água. Num simpósio grego, as crateras eram postas no centro da sala. Como eram grandes, não eram fáceis de carregar. Assim sendo, a mistura de vinho e água era retirada da cratera com outros vasos kilix menores. A técnica mais antiga, a das figuras negras, consiste em desenhar figuras com um esmalte preto sobre o fundo vermelho terracota do vaso, com pormenores incisos que revelam a cor da faiança. A técnica da figura vermelha, desenvolvida mais tarde, apresenta as figuras na cor natural da faiança, com o fundo pintado de preto, o que permite um maior pormenor e expressividade nas representações.

## Tipos de crateras
- A cratera de coluna foi criada em Corinto, mas foi difundida pelos atenienses, onde tipicamente usava pintura negra;
- A cratera de cálice foi provavelmente criada por Exéquias em 525 a.C. Sua forma lembrava o cálice de uma flor;
- A cratera de voluta foi um tipo ático que estendeu-se através do século IV a.C.;
- A cratera de sino lembrava um sino. Toda cratera de sino usava pintura vermelha;
- A cratera de Ática era conhecida pela sua qualidade excepcional e pela variedade de estilos.